# ロバート・ウッダード2世
ロバート・アンソニー・ウッダード2世 （Robert Anthony Woodard II 、1999年9月22日 - ）は、アメリカ合衆国・ミシシッピ州コロンバス出身のプロバスケットボール選手。ポジションはスモールフォワード。

## 経歴

### 若齢期・ハイスクール
バスケットボールと野球をして育ったが、高校に入学する頃には、並外れた身長のせいもあって、バスケットボールに焦点を絞っていた。中学2年生でNCAAディビジョンIの大学の注目を集めていた。ミシシッピ州コロンバスのコロンバス高校でバスケットボールをプレーした。 ジュニアシーズンは、平均25.2ポイント、13.1リバウンド、3.2アシスト、1ゲームあたり3ブロックで、ミシシッピゲータレード年間最優秀プレーヤーに選ばれた。2年生として、ウッダードは1試合あたり平均20.2ポイント、7.1リバウンド、4アシストを記録した後、コロンバス高校を初のミシシッピ州クラス6A選手権のタイトルに導いた。シニアとしては2度目のクラス6A州選手権で優勝し、ミシシッピゲータレード年間最優秀プレーヤーとして繰り返し優勝した。 新人として州で最も評価の高い4つ星を獲得し、アラバマ大学、メンフィス大学、オレミス大学などからのオファーを受けたが、ミシシッピ州立大学でプレーすることを決めた。

### カレッジ
新入生として、ゲームあたり17.4分出場で、平均5.5ポイントと4.1リバウンドを記録した。1つのコンテストを開始し、フィールドゴール成功率46％を記録した。次の夏にシューティングとウェイトリフティングに取り組んだ。 2019年11月17日、ニューオーリンズに82-59で勝利し、21ポイントと16リバウンドでキャリア最高を記録した。 2年生として、1試合あたり平均11.4ポイント、6.5リバウンドを記録した。シーズンに続いて、ドラフトに残ることを意図して、 2020年のNBAドラフトにエントリーした。カレッジでのキャリアの合計は、539ポイント、53スティール、49ブロック、65アシスト、342リバウンドを記録した。

### NBA

#### サクラメントキングス（2020–2022）
2020年のNBAドラフトで2巡目40位でメンフィス・グリズリーズに選ばれ、その後、2022年のドラフト2巡目指名権と共に、ゼイビア・ティルマンと引き換えにサクラメント・キングスにトレードされた。 2020年12月1日、キングスと契約した。 2021年2月1日、NBAGリーグのオースティン・スパーズでスタートすることが発表された。 2022年1月5日、非公開の病気に苦しんだ後、ストックトン・キングスに移籍した。2022年2月10日、キングスに解雇された。

#### オクラホマシティブルー（2022）
2022年2月19日、アイオワ・ウルブズと契約した。 2日後、メルビン・フレイザーと引き換えにオクラホマシティ・ブルーにi移籍した。

#### サンアントニオスパーズ（2022年–現在）
2022年3月4日、サンアントニオ・スパーズとツーウェイ契約を結んだ。

## 代表チーム
アルゼンチンのバイアブランカで開催された2015 FIBAアメリカアンダー16選手権で米国代表で金メダルを獲得した。5ゲームすべてでプレーし、ゲームあたり平均5.6ポイントと3.8リバウンドを記録した。

## 個人成績

### NBA
| シーズン | チーム                 | GP | GS | MPG | FG%  | 3P%  | FT%   | RPG | APG | SPG | BPG | PPG |
| -------- | ---------------------- | -- | -- | --- | ---- | ---- | ----- | --- | --- | --- | --- | --- |
| 2020–21  | サクラメント・キングス | 13 | 0  | 3.5 | .400 | .167 | .375  | 1.2 | .2  | .0  | .2  | 1.5 |
| 2021–22  | サクラメント・キングス | 12 | 0  | 3.5 | .125 | .250 | 1.000 | .9  | .3  | .1  | .1  | .6  |
| Career   | Career                 | 25 | 0  | 3.5 | .278 | .200 | .500  | 1.1 | .2  | .0  | .2  | 1.1 |

### カレッジ
| シーズン | チーム             | GP | GS | MPG  | FG%  | 3P%  | FT%  | RPG | APG | SPG | BPG | PPG  |
| -------- | ------------------ | -- | -- | ---- | ---- | ---- | ---- | --- | --- | --- | --- | ---- |
| 2018–19  | ミシシッピ州立大学 | 34 | 1  | 17.5 | .468 | .273 | .580 | 4.1 | .7  | .5  | .5  | 5.5  |
| 2019–20  | ミシシッピ州立大学 | 31 | 31 | 33.1 | .495 | .429 | .641 | 6.5 | 1.3 | 1.1 | 1.0 | 11.4 |
| Career   | Career             | 65 | 32 | 24.9 | .485 | .368 | .617 | 5.3 | 1.0 | .8  | .8  | 8.3  |